# Plantago cupanii
Plantago cupanii är en grobladsväxtart som beskrevs av Giovanni Gussone. Plantago cupanii ingår i släktet kämpar, och familjen grobladsväxter. Inga underarter finns listade i Catalogue of Life.